# KEO
KEO是一個人造衛星計劃的名字，同時也是實施這個計劃的一個法國非營利性組織的名稱。此衛星將搭載當今人類留給未來世代的信息，預計在發射5萬年後重返地球。

## KEO計劃
該計劃由法國的讓·馬克·菲利普（Jean-Marc Philippe）於1994年創意並發起。讓·馬克·菲利普生於1940年，是一個科學家、藝術家以及太空藝術的先驅。KEO計劃允許世界上的任何一個人在2014年12月31日前通過郵寄信件、網上提交或發送電子郵件的方法，給5萬年後的人類留一封不超過4頁A4紙或者6000個字元（約6000個英文字母或3000中文字）的書信，這些書信將在不被審查的情況下記錄入特製的玻璃光盤，並放入KEO衛星，該衛星計劃在2015年通過歐洲太空總署研製的亞利安5號運載火箭發射送入太空，在位於1800公里高處的近地軌道，繞行地球經過500個世紀之後自然墜回地面。這段時間剛好相當於自人類首度在岩壁上製作壁畫到今天的時間跨度。在該衛星發射升空後，KEO組織將繼續弘揚KEO的精神。
所有送上衛星的信息也將被複製一份保存在地球上，在KEO登入軌道後，這些信息中以匿名方式提交的部分，將在KEO的網站上公開，任何人都可以瞭解其他人寫的信息，這些信息也將被作為學校等機構的教育、研究資源。

## 词源
「KEO」是一个被刻意设计出来的单词，它由地球上几百种语言裡使用率最高的三个发音组成，[k]，[e] 和 [o]。因此，它可以从任何一个人类的喉咙发出，同时，为了保持它的中立和大同特征，它与任何一种文化的神话都无关。

## KEO衛星
KEO衛星是一個直徑為80公分的中空球體，球體表面刻劃了世界地圖。為了保證在5萬年間能夠抵抗宇宙射線、太空碎屑以及回返地球時的衝擊，KEO必須用穩定可靠的材料來製成，它的核心被幾層由鋁、鈦、鎢的金屬組成的保護盾包裹。在將來返回大氣層時，KEO的外層將與空氣摩擦，產生類似極光的虹光，以昭示它的回歸。它亦被設計為可以飄浮在水面上，以便萬一降落在河海當中時，不至沉入水底。為了防止電池等材料不可預知的分解危及衛星，KEO不擁有任何自己的電源。儘管KEO是一顆「被動」的衛星，為了與其它軍事，科學及商業衛星相區別，KEO被賦予了兩隻翱翔的「翅膀」，在運作初期，它的由特殊的記憶合金製成的雙翼會有節奏的振動，直到合金雙翼破損，在地球上通過高倍天文望遠鏡，可以觀看到它振翅翱翔的畫面，由於KEO衛星的意義以及具有雙翼的形象，它也被稱做「未來考古鳥」。

## 搭載項目
除了來自全世界的書信，KEO也將搭載亞歷山大圖書館的內容，以保存當今人類的大部分知識。這些訊息將錄製在抗輻射的玻璃製數位多功能影音光碟（DVD）上，伴隨一份如何製作儀器來讀取這些資料的說明，因為5萬年後可能不存在DVD存取裝置。
衛星之中還將放入一滴以鑽石封裝的人類血液，以及四顆小黃金球，當中分別保存了空氣、淡水、海水以及土壤的樣本；其中一顆黃金球體上面刻有人類基因序列。此外，還有一個天文鐘載明了數個脈衝星在當今的旋轉情況，以指出製作衛星的時間。最後，它亦攜帶了各個不同文明、不同種族的人類照片。

## 現狀
計畫發起人讓·馬克·菲利普不幸於2008年11月12日因癌症過世，不過KEO團隊決定繼續完成他的遺願。現任的團隊負責人是派崔克·提傑多（Patrick Tejedor），生於1957年9月13日，他自1982年服務於亞利安空間，領導過數個太空計畫。
亞利安火箭原計劃於2001年發射升空，其中延遲至2007年，後來又推遲至2009年，同時也使的傳送時間及宣傳得以增加一年，最後又因技術可行性論證和其他各種原因將發射日期推遲到2010年或2011年，又推遲至2012年，最後推遲到2019年，但仍然没有實際發射日期。
在教育領域，因為KEO的科技、藝術、人道和夢想相結合的特點，被眾多的教師視為絕好的教育題材，希望發掘KEO計劃對學生的教育潛力，激發學生的好奇心和積極性。
在1999年，KEO計劃被聯合國教科文組織選為「二十一世紀計劃」及世界人類文化遺產。